# Attila Berencsi
Attila Berencsi (nom artístic: Ary Beri; Ózd, 23 de juny de 1967) és un actor, músic,pintor i lletrista hongarès.

## Biografia
Va ser criat per la seva àvia a Ózdon fins als 12 anys. Va dibuixar des dels quatre anys i va tocar el violoncel des dels 6 anys, que es va veure obligat a deixar quan es va traslladar a Budapest. Es va graduar a l'Escola Superior de Belles Arts i Arts Aplicades de Budapest. És aquí on va fundar la seva banda Beri Ary és a Játékos Fiúk és a Bery Ary és a Pillangók Després va aparèixer en diverses pel·lícules.
El 1989, va guanyar el premi al millor actor al Festival Internacional de Cinema de Sant Sebastià per la seva actuació a la pel·lícula Túsztörténet.A partir de 1990 es va retirar del públic.
El 2002, va tornar al rodatge d'una darrera pel·lícula, després va abandonar el cinema completament. Actualment és músic i treballa com a artista visual molt sol·licitat.Actualment viu i treballa a Budapest. Les seves pintures i obres d'art enriqueixen les col·leccions de molts col·leccionistes d'art d'arreu del món. Apareix cada any amb les seves vetllades de cançons independents. El 2014, va fundar la seva banda de neurorock electrònic anomenada Prototype.

## Filmografia
- Szerelem első vérig (1985) Fügedi Ferenc „Füge”
- Szerelem második vérig (1987) Fügedi Ferenc „Füge”
- Hótreál (1987) Dávid
- Túsztörténet (1989) Zoltán
- Labdaálmok (telefilm de 1989) Káli Gyula
- Rabaka (1989) Peter
- Éljen anyád! (1991) Milán
- Szerelem utolsó vérig (2002) Fügedi Ferenc „Füge”

## Programes de televisió
- XXI. század (2010), reportatge
- Portré (2011) reportatge

## Àlbums musicals
- 1988 Mindent köszönök
- 2000 Szellők szépe
- 2010 Neon dalok.[7][8][9]

## Exposicions
- Juny 2012 Symbol Art Gallery - Exposició i concert de tota la vida[10][11]
- Juliol de 2014 Roham Bar - Exposició Névtelen Nők[12]